# Hilara bella
Hilara bella är en tvåvingeart som beskrevs av Axel Leonard Melander 1902. Hilara bella ingår i släktet Hilara och familjen dansflugor. Inga underarter finns listade i Catalogue of Life.